# Rhomboda pauciflora
Rhomboda pauciflora är en orkidéart som först beskrevs av Henry Nicholas Ridley, och fick sitt nu gällande namn av Paul Ormerod. Rhomboda pauciflora ingår i släktet Rhomboda och familjen orkidéer. Inga underarter finns listade i Catalogue of Life.